# Selfors
Selfors er en forstad 4 km øst for Mo i Rana, i Rana kommune i Nordland i Norge. Stedet ligger øst for Ranfjorden og på den nordlige side av Ranelva. E6 går gennem Selfors, mens Nordlandsbanen passerer langs den sydlige side af Ranelva. Selfors bro forbinder stedet med Gruben og centrum af Mo i Rana. Stedet har også vejforbindelse til Ytteren og Fylkesvei 17.
Den lokale delen af Helgelandssykehuset befinder sig på Selfors. Det gør også Vår Frelsers kirke, en katolsk kirke fra 1971 i Tromsø Stift. Selfors har to skoler, to børnehaver, en kolloialbutik og en række mindre foretagender.
Stedet har 2.156 indbyggere (2008).
66°19′39″N 14°10′37″Ø / 66.3275°N 14.1769°Ø